# Poecilocloeus bullatus
Poecilocloeus bullatus är en insektsart som först beskrevs av Rehn, J.A.G. 1908.  Poecilocloeus bullatus ingår i släktet Poecilocloeus och familjen gräshoppor. Inga underarter finns listade i Catalogue of Life.